# Anton Gilsing

Anton Gilsing

Anton Gilsing (* 1. Juni 1875 in Ludwigslust; † 10. November 1946 in Ohrbeck) war ein deutscher Politiker (Zentrum, CDU).

## Leben
Anton Gilsing gehörte zur römisch-katholischen Minderheit in Mecklenburg-Schwerin. Er besuchte die Volksschule in Ludwigslust. Anschließend absolvierte er von 1889 bis 1893 eine Lehre zum Kupferschmied.

### Handwerker und christlicher Gewerkschafter
Als Geselle arbeitete Gilsing als Kupferschmied in verschiedenen deutschen Städten. 1905 wurde er Arbeitersekretär im katholischen Arbeiterverein. Er engagierte sich auch im Christlichen Metallarbeiterverband Deutschlands. Im Gewerkschaftsstreit schlug er scharfe Töne gegen die Berliner Richtung an. Auf einer von Christian Kloft geleiteten Versammlung katholischer Arbeiter in Bochum rief er den Anhängern der Berliner Richtung im Februar 1914 zu: „Wir dulden euch nicht mehr unter uns. Ihr seid Schädlinge, Verräter.“

### Zentrumspolitiker und Mitgründer der westfälischen CDU
Gilsing war im Kaiserreich und in der Weimarer Republik Mitglied der Zentrumspartei. Ab 1911 war er Geschäftsführer des Zentrums im Reichstagswahlkreis Bochum und Vorstandsmitglied des Landesverbandes Westfalen.
1945 sprach Gilsing sich gegen eine Wiedergründung des Zentrums als konfessionsgebundene Partei aus und forderte stattdessen die Bildung einer interkonfessionellen christlichen Partei. Er war an der Gründung der Christlich-Demokratischen Partei für Westfalen, des späteren CDU-Landesverbandes, beteiligt.

### Abgeordneter
Gilsing gehörte 1919/1920 der Weimarer Nationalversammlung an. Von 1922 bis 1929 war er Mitglied des Preußischen Staatsrats und von 1929 bis 1933 für die preußische Provinz Westfalen Mitglied des Reichsrates. In letzterer Eigenschaft protestierte er am 16. Februar 1933 gemeinsam mit den Vertretern der Rheinprovinz (Wilhelm Hamacher), der Provinz Hessen-Nassau (Otto Witte), der Provinz Sachsen (Paul Weber) dagegen, dass – entgegen dem Urteil des Staatsgerichtshofes vom 25. Oktober 1932 – die von der preußischen Staatsregierung zu vertretenden Stimmen künftig durch Reichskommissare wahrgenommen werden sollten.
26 Jahre lang, von 1907 bis 1933, war Gilsing Stadtverordneter in Bochum. 1946 gehörte er der von der britischen Besatzungsmacht eingesetzten Stadtvertretung von Bochum an. Im selben Jahr wurde er auch in den ebenfalls ernannten Landtag von Nordrhein-Westfalen berufen.

### Öffentliche Ämter
Von 1920 bis 1932 war Gilsing Stadtrat für das Wohlfahrtswesen. Vom 1. März 1946 bis zu seinem Tode war er Zweiter Bürgermeister von Bochum.

## Ehrung
Anton Gilsing fand seine letzte Ruhe in einem Ehrengrab der Stadt Bochum auf dem Friedhof Grumme.